# Псалом 126

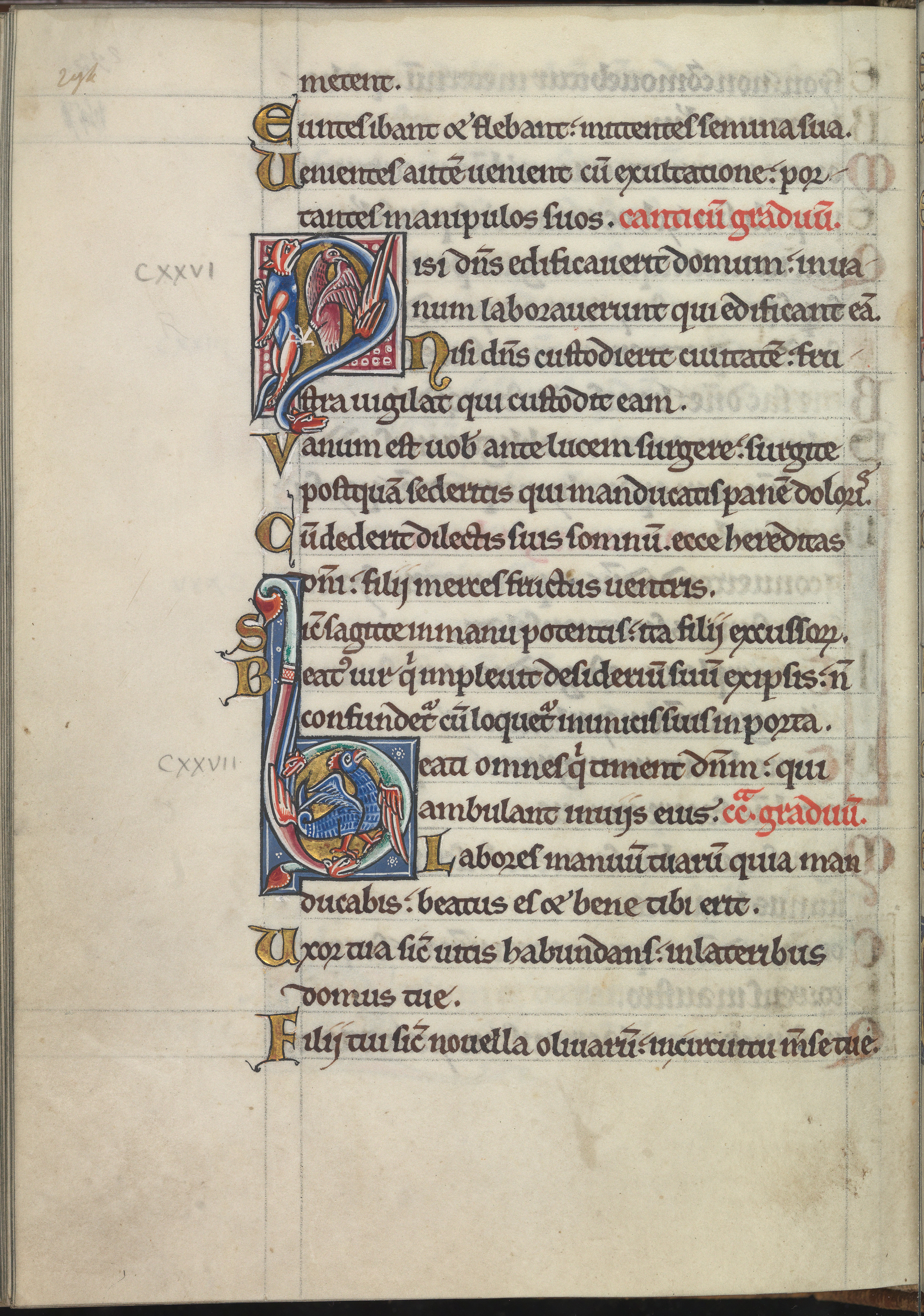
126-й псалом на листе из Псалтири Алиеоноры Аквитанской

Сто двадцать шестой псалом из библейской книги Псалтирь. В масоретском тексте, а также в западных переводах Псалтири имеет номер 127. Относится к последовательности псалмов 119—133, объединённых надписанием «Песнь восхождения». Известен по латинскому инципиту «Nisi Dominus aedificaverit domum» (по Вульгате; часто сокращённо «Nisi Dominus»), в церковнославянском переводе — «Аще не Господь созиждет дом» (по Елизаветинской Библии). В Западной Европе XVI—XVIII веков Пс. 126 — один из популярных текстов для духовной музыки.

## Краткая характеристика
Сто двадцать шестой псалом имеет в надписании имя царя Соломона, но по общему мнению библейских экзегетов оно указывает не на авторство, а на то, что псалом посвящён Соломону. Смысл псалма: все усилия людей окажутся тщетными, если Господь не поможет им. Псалом говорит также о сыновьях как о награде от Господа — они не дрогнут, столкнувшись с врагом.
В пяти стихах псалма используются традиционные для псалмовой поэзии риторико-стилистические приёмы — анафора, метафора, параллелизм.

## Текст
| Септуагинта | Климентина и Psalterium Romanum | Елизаветинская Библия | Иврит (транслитерация) |
| --- | --- | --- | --- |
| 1 ἐὰν μὴ Κύριος οἰκοδομήσῃ οἶκον, εἰς μάτην ἐκοπίασαν οἱ οἰκοδομοῦντες· ἐὰν μὴ Κύριος φυλάξῃ πόλιν, εἰς μάτην ἠγρύπνησεν ὁ φυλάσσων. 2 εἰς μάτην ὑμῖν ἐστι τὸ ὀρθρίζειν, ἐγείρεσθαι μετὰ τὸ καθῆσθαι, οἱ ἐσθίοντες ἄρτον ὀδύνης, ὅταν δῷ τοῖς ἀγαπητοῖς αὐτοῦ ὕπνον. 3 ἰδοὺ ἡ κληρονομία Κυρίου υἱοί, ὁ μισθὸς τοῦ καρποῦ τῆς γαστρός. 4 ὡσεὶ βέλη ἐν χειρὶ δυνατοῦ, οὕτως οἱ υἱοὶ τῶν ἐκτετιναγμένων. 5 μακάριος ὃς πληρώσει τὴν ἐπιθυμίαν αὐτοῦ ἐξ αὐτῶν· οὐ καταισχυνθήσονται, ὅταν λαλῶσι τοῖς ἐχθροῖς αὐτῶν ἐν πύλαις. | 1 Nisi Dominus aedificaverit domum, in vanum laboraverunt qui aedificant eam. Nisi Dominus custodierit civitatem, frustra vigilat qui custodit eam. 2 Vanum est vobis ante lucem surgere: surgite postquam sederitis, qui manducatis panem doloris, cum dederit dilectis suis somnum. 3 Ecce haereditas Domini filii, merces fructus ventris. 4 Sicut sagittae in manu potentis, ita filii excussorum. 5 Beatus vir, qui implevit desiderium suum ex ipsis: non confundetur cum loquetur inimicis suis in porta. | 1 Аще не Господь созиждет дом, всуе трудишася зиждущии. Аще не Господь сохранит град, всуе бде стрегий. 2 Всуе вам есть утреневати, востанете по седении, ядущии хлеб болезни, егда даст возлюбленным Своим сон. 3 Се достояние Господне сынове, мзда плода чревняго. 4 Яко стрелы в руце сильнаго, тако сынове оттрясенных. 5 Блажен, иже исполнит желание свое от них. Не постыдятся, егда глаголют врагом своим во вратех. | Shír hammaalót lishlómóh im-yhwh \| lo-yivneh́ báyit sháv \| amelu bonáyw bó im-yhwh lo-yishmor-ír sháv \| shaqád shomer Sháv lakhém \| mashkíme qum meakhare-shévet ókhele lékhem haatsavím kén yittén lididó shena Hinneh́ nakhalát yhwh baním sháokhár perí habbaten Kekhitsím beyad-gibbór kén bené hanneurim Ashré haggéver ashér millé et-ashpató méhém ló yevóshu ki-yedabberu et-oyevím bashaar |

## Комментарии
Уже блаж. Иероним, выполнявший ревизию Псалтири по еврейскому тексту, заметил неточности греческого перевода Пс. 126 и обсуждал их в своём письме к Марцелле (ок. 384). Среди таковых в четвёртом стихе — сыновья «оттрясенных», то есть изгнанных, брошенных на произвол судьбы (др.-греч. οἱ υἱοὶ τῶν ἐκτετιναγμένων, лат. filii excussorum), правильно — сыновья, рождённые в молодые годы (в редакции «по евреям» Иеронима — лат. filii iuventutis, букв. «сыновья молодости»).
Другой пример неточности — слово ἐπιθυμία (влечение, страсть; отсюда в Климентине desiderium и в ЦС-переводе «желание») в пятом стихе, придающее фразе μακάριος ὃς πληρώσει τὴν ἐπιθυμίαν αὐτοῦ  (в переводе Юнгерова — «Блажен, кто исполнит желание свое чрез них») несколько сексуальный оттенок, в то время как в еврейском оригинале здесь развивается метафора: автор псалма сравнивает дар Божий — сыновей — со стрелами, которыми счастливый муж «наполняет свой колчан» (в переводе Иеронима «по евреям» — implevit faretram suam ex ipsis).
Также в пятом стихе учёные отмечают разночтение между Септуагинтой (и следующим за ним ЦС текстом) и Вульгатой (в версии Климентины): в Септуагинте «врага у ворот» встречают сыновья (καταισχυνθήσονται, λαλῶσι — оба глагола во мн.ч.), в Климентине — отец семейства (confundetur, loquetur —  оба глагола в ед.ч.). Это колебание объясняется тем, что текст Масоры в этом месте, возможно, испорчен. Видный немецкий библеист Г. И. Краус указывает, что в Масоре здесь множественное число, а вместо негативной конструкции (не устыдятся) — позитивная (устыдятся), и изменяет в своей «критической» редакции текст, как он считает, «по смыслу» (sinngemäß) — соответственно, «не устыдится» (вместо «sie werden zuschanden» масоретского текста — «er wird nicht zuschanden») и «говорит» (вместо «sie reden» — «er redet»).
Трудность для понимания представляет также вторая половина первого стиха — εἰς μάτην ὑμῖν ἐστι τὸ ὀρθρίζειν, ἐγείρεσθαι μετὰ τὸ καθῆσθαι, οἱ ἐσθίοντες ἄρτον ὀδύνης, ὅταν δῷ τοῖς ἀγαπητοῖς αὐτοῦ ὕπνον, в церковно-славянском переводе — «Всуе вам есть утреневати, востанете по седении, ядущии хлеб болезни, егда даст возлюбленным Своим сон». Более понятен немецкий перевод этого места с древнееврейского К. Ф. Кейля и Франца Делича (1867), с которым солидарен английский перевод «Jewish Publication Society» (1917) — «напрасно вы встаёте спозаранку и поздно садитесь вкушать свой скорбный хлеб, тогда как возлюбленному Своему Он даёт [то же] во сне». Немецкие учёные объясняют глагол «сидеть» (καθῆσθαι) тем, что евреи принимали пищу сидя — в отличие от современных им греков (и копировавших их римлян), принимавших пищу полулёжа, а также настаивают на адвербиальной синтаксической функции аккузатива (Бог даёт во сне, вместо Бог даёт сон), обеспечивающей связность религиозной риторики, заключённой в стихе 2 (то, чего неверные достигают лишь своим скорбным трудом без устали, верующему даётся легко, «во сне»); такой же интерпретации придерживаются «Jewish Publication Society» (англ. so He giveth unto His beloved in sleep) и Краус.
Несмотря на эти и некоторые другие текстологические проблемы Пс. 126, именно чтение Септуагинты закрепилось в переводах на многие столетия в русской православной и латинской католической традициях, именно оно легло в основу богослужебных текстов и церковных распевов. Протестантские переводы Псалтири по традиции базируются непосредственно на еврейском оригинале, например, обсуждаемые «проблемные» стихи Псалма 127 (нумерация по немецкой Библии) в переводе Лютера (в издании 1535 г.) выглядят так:
| Лютер (1535) | Перевод |
| --- | --- |
| 2 Es ist umb sonst das ir frue auffstehet / und hernach lange sitzet / und esset ewr brod mit sorgen / Denn seinen freunden gibt ers schlaffend. | 2 Напрасно вы рано встаёте и лишь много позже садитесь и едите ваш хлеб в печали, ведь Своим друзьям Он даёт его во сне. |
| 4 Wie die pfeile inn der hand eines starcken / also geraten die jungen knaben. 5 Wol dem der seine[n] köcher derselben vol hat…                  | 4 Что стрелы в руке сильного, то молодые парни. 5 Блажен тот, кто наполнил ими свой колчан…                              |

## Псалом 126 в истории музыки
Латинский текст этого псалма — один из излюбленных старинными европейскими композиторами текстов Псалтири, обычно воплощался в рамках жанров мотета и кантаты. Музыкальные произведения на текст Пс.126 писали О. Лассо (в сб. «Cantiones sacrae», 1562), К. Монтеверди (часть его знаменитой «Вечерни блаженной Девы»), А. Гранди, Ф. Кавалли, А. Дюмонт, М. А. Шарпантье, Г. И.Ф. фон Бибер, Г. Ф. Гендель, Я. Д. Зеленка, А. Вивальди (2 кантаты) и др. На немецкий перевод Пс.126 «Wo Gott zum Haus» писал Х. Л. Хаслер, на другой (лютеровский) перевод «Wo der Herr nicht das Haus baut» — Г. Шютц (SWV 400).